# 前向保密
前向保密（英語：Forward Secrecy）有时也被称为完全前向保密（英語：Perfect Forward Secrecy），是密码学中通讯协议的一种安全特性，指的是长期使用的主密钥泄漏不会导致过去的会话密钥泄漏。前向保密能够保护过去进行的通讯不受密码或密钥在未来暴露的威胁。如果系统具有前向保密性，就可以保证在私钥泄露时历史通讯的安全，即使系统遭到主动攻击也是如此。

## 应用
在传输层安全协议（TLS）中，提供了基于臨時迪菲-赫尔曼密钥交换（DHE）的前向安全通讯，分别为DHE-RSA、DHE-DSA和DHE-ECDSA；还有基于椭圆曲线迪菲-赫尔曼密钥交换（ECDHE）的前向安全通讯，包括ECDHE-RSA与ECDHE-ECDSA。理论上，从SSLv3开始，就已经可以使用支持前向安全的密码算法进行通讯。
随着时间推移，目前前向安全已经在传输层安全协议（TLS），特别是HTTPS中广泛使用。目前，前向安全已经被许多大型互联网公司视为重要的安全特性。从2011年起，Google开始在Gmail、Google Docs和加密搜索服务中，默认为用户提供前向安全的TLS。2013年11月，Twitter开始为用户提供前向安全的TLS。而维基媒体基金会管理的多个Wiki项目自2014年7月，也全部向用户提供了前向安全的支持。统计数据显示，截至2016年10月，在使用HTTPS的网站中，超过80%都在一定程度上提供了前向安全的支持。
作为电子邮件加密调查的一部分，Facebook报告称，截至2014年5月，74%的主机支持STARTTLS并提供前向安全。截至2016年6月，启用TLS的网站中51.9%已配置为现代的网页浏览器提供前向安全的密码套件。
苹果公司在WWDC 2016宣布，所有iOS应用将需要使用“ATS”（App Transport Security，应用传输安全）特性，强制使用HTTPS传输。在ATS要求中也包括使用提供前向安全的加密密码本。ATS有望在2017年1月1日成为所有应用的必备要求。
IPsec和Secure Shell也支援前向安全性。